# Anwendungsspezifisches Standardprodukt
Als anwendungsspezifisches Standardprodukt (englisch application specific standard products, ASSP) bezeichnet man einen integrierten Schaltkreis, der für einen ganz spezifischen Anwendungsfall entworfen und optimiert wurde, aber – im Gegensatz zu einem ASIC – an verschiedene Kunden verkauft wird. Im Gegensatz zu ASICs, die meist für einen ganz konkreten Kunden und eine ganz spezielle Aufgabe konzipiert werden, werden ASSPs von verschiedenen Herstellern entwickelt und von den Kunden in großen Stückzahlen in unterschiedlichen Geräten eingesetzt. Im Entwicklungs- und Herstellungsprozess unterscheiden sich die ASSPs kaum von ASICs, der Unterschied ist eher in der Vermarktung zu sehen.
Demgegenüber stehen reine Standardprodukte die in einer Vielzahl von Anwendungen einsetzbar sind, wie z. B. die 74xxx-Reihe. Ein Beispiel für ASSPs sind die GSM-Chips in Handys. Diese können nur für die Kommunikation mittels GSM verwendet werden. Sie sind anwendungsspezifisch, werden aber im Gegensatz zu ASICs von vielen Unternehmen verwendet.
Weitere Beispiele:
- Video- und Audio Encoder (in DVD-Playern, Camcordern, SAT-Receiver und weiteren Geräten)
- Motorcontroller[2]
- GPS-Empfänger